# Сталагнат
Сталагнат или сталактон, е калцитно образувание, което се сформира при сливането на сталактит и сталагмит.

## Образуване
Сталактитът е висящо от тавана на пещерата калцитно образувание, срещу което в повечето случаи расте сталагмит. Когато двете се удължат достатъчно и се достигнат, се образува калцитна колона, наречена сталактон. Сталактонът се образува в пещери на места, където от тавана се стича наситена с калциев карбонат вода.
В частите на пещерата, където има пещерен извор или глинеста почва, върху която не би могъл да се образува сталагмит, е възможно сталактитът сам да достигне до пода на пещерата и, ако междувременно е променил своята структура, да се свърже с него. По този начин се образува сталактон, които се състои единствено от един сталактит.

## Галерия
- Със своите 38 метра този сталактон е най-големият в Европа (Грота ди Испиниголи, Италия)
- Леден сталктон от Айсризенвелт (Света на ледените великани), Австрия
- Двоен сталактон в пещера Бисеруйка, на остров Крък, Хърватска